# Discografia di Sanni
Questa pagina contiene l'intera discografia di Sanni, cantante pop finlandese, dagli esordi fino ad ora.

## Album di studio
| Anno | Album     | Posizione | Vendite | Certificazione   |
| ---- | --------- | --------- | ------- | ---------------- |
| 2013 | Sotke mut | 9         | 20 000+ | Disco di platino |
| 2015 | Lelu      | 1         | —       | Disco d'oro      |
| 2011 | Sanni     | 1         | —       | Disco di platino |

## Singoli
| Anno | Singolo                                 | Posizione | Posizione | Posizione | Posizione | Vendite | Certificazione | Album                                     |
| Anno | Singolo                                 | SL        | LL        | RL        | StL       | Vendite | Certificazione | Album                                     |
| ---- | --------------------------------------- | --------- | --------- | --------- | --------- | ------- | -------------- | ----------------------------------------- |
| 2013 | Prinsessoja ja astronautteja            | 3         | 12        | -         | -         | -       | -              | Sotke mut                                 |
| 2013 | Jos mä oon oikee                        | -         | 19        | 19        | -         | -       | -              | Sotke mut                                 |
| 2013 | Me ei olla enää me                      | 3         | 6         | 4         | -         | -       | -              | Sotke mut                                 |
| 2014 | Dementia                                | -         | -         | 19        | -         | -       | -              | Sotke mut                                 |
| 2014 | Hakuna matata                           | -         | -         | 34        | -         | -       | -              | Sotke mut                                 |
| 2015 | 2080-luvulla                            | 3         | 1         | 1         | -         | -       | -              | Lelu                                      |
| 2015 | Pojat (feat. Tippa-T)                   | 11        | 13        | 68        | -         | -       | -              | Lelu                                      |
| 2015 | Supernova                               | -         | -         | 4         | -         | -       | -              | Lelu                                      |
| 2015 | Ei                                      | 4         | 3         | -         | -         | -       | -              | Vain elämää - kausi 4 (päivä)             |
| 2016 | Että mitähän vittua                     | 1         | 1         | 4         | 21        | -       | -              | Sanni                                     |
| 2016 | Vahinko                                 | 2         | 1         | 1         | 2         | -       | -              | Sanni                                     |
| 2016 | Oo se kun oot (feat. Paperi T)          | 1         | 2         | 17        | 1         | -       | -              | Sanni                                     |
| 2016 | Ku Kanye Kanyee (feat. Cheek)           | 5         | 12        | -         | 5         | -       | -              | Sanni                                     |
| 2017 | Tahdon rakastella sinua                 | 4         | 3         | 86        | 5         | -       | -              | Anssi Kela ja isot biisit                 |
| 2017 | Trampoliini                             | -         | -         | 25        | -         | -       | -              | Sanni                                     |
| 2017 | Timantit on ikuisia                     | 5         | 2         | 33        | 25        | -       | -              | Vain elämää kausi 7 - Ensimmäinen kattaus |
| 2017 | Malagaan                                | -         | 11        | -         | 31        | -       | -              | Vain elämää kausi 7 - Ensimmäinen kattaus |
| 2017 | Ravistettava ennen käyttöä              | 13        | 20        | -         | 13        | -       | -              | Vain elämää kausi 7 - Ensimmäinen kattaus |
| 2017 | Minä sinua vaan                         | 20        | 5         | -         | 21        | -       | -              | Vain elämää kausi 7 - Toinen kattaus      |
| 2017 | Kelpaat kelle vaan (feat. Apocalyptica) | 2         | 1         | 6         | 2         | -       | -              | Vain elämää kausi 7 - Toinen kattaus      |
| 2017 | Kuka sen opettaa                        | -         | 17        | -         | 24        | -       | -              | Vain elämää kausi 7 - Toinen kattaus      |
| 2018 | Pornoo                                  | -         | 1         | -         | 60        | -       | -              | -                                         |
| 2018 | Jacuzzi                                 | -         | 1         | -         | 18        | -       | -              | -                                         |
| 2018 | Sit ku mä oon vapaa                     | -         | 7         | -         | 7         | -       | -              | -                                         |
| 2018 | Kaunis koti                             | -         | 2         | -         | 67        | -       | -              | -                                         |
| 2018 | Dracula                                 | 2         | -         | -         | -         | -       | -              | -                                         |
| 2019 | Hei kevät                               | -         | -         | -         | -         | -       | -              | -                                         |

### Singoli di altri artisti
| Anno | Singolo                                                      | Posizione | Posizione | Posizione | Posizione | Vendite | Certificazione | Album                           |
| Anno | Singolo                                                      | SL        | LL        | RL        | StL       | Vendite | Certificazione | Album                           |
| ---- | ------------------------------------------------------------ | --------- | --------- | --------- | --------- | ------- | -------------- | ------------------------------- |
| 2014 | Venäläist rulettii (JVG feat. Sanni)                         | –         | 2         | –         | –         | –       | –              | Voitolla yöhön                  |
| 2014 | Flexaa (Cheek feat. Sanni e VilleGalle)                      | 3         | 2         | –         | 7         | –       | –              | Kuka muu muka - Stadion Edition |
| 2015 | Lähtisitkö (VilleGalle feat. Sanni)                          | 1         | 2         | 6         | 2         | –       | –              | Vain elämää – kausi 4, ilta     |
| 2016 | Miten eskimot suutelee? (Robin feat. Sanni)                  | 16        | 7         | 39        | 33        | –       | –              | Yhdessä                         |
| 2016 | Söpö (Hank Solo feat. Sanni, Kasmir e Kauniit & Uhkarohkeat) | 1         | 4         | 1         | 59        | –       | –              | –                               |
| 2019 | Me melkein kuoltiin (Apocalyptica feat. Sanni e TIPPA)       | 15        | –         | –         | –         | –       | –              | –                               |

## Altri brani musicali
| Anno | Singolo        | Posizione | Posizione | Posizione | Posizione | Vendite | Certificazione | Album                        |
| Anno | Singolo        | SL        | LL        | RL        | StL       | Vendite | Certificazione | Album                        |
| ---- | -------------- | --------- | --------- | --------- | --------- | ------- | -------------- | ---------------------------- |
| 2015 | Oon voimissain | –         | 17        | –         | –         | –       | –              | Vain elämää – kausi 4, päivä |
| 2015 | Yksinäinen     | –         | 24        | –         | –         | –       | –              | Vain elämää – kausi 4, päivä |
| 2015 | Levoton tyttö  | 17        | 13        | 14        | –         | –       | –              | Vain elämää - kausi 4, ilta  |
| 2016 | Mörköjä        | –         | –         | 27        | –         | –       | –              | Sanni                        |
| 2016 | Sanni          | –         | –         | 28        | –         | –       | –              | Sanni                        |
| 2016 | Tyttöystävä    | –         | –         | 29        | –         | –       | –              | Sanni                        |
| 2016 | Koti-ikävä     | –         | –         | 36        | –         | –       | –              | Sanni                        |
| 2016 | Sinkku         | –         | –         | 39        | –         | –       | –              | Sanni                        |
| 2016 | Kakara ku Cara | –         | –         | –         | –         | 46      | –              | Sanni                        |

## Video musicali
| Anno | Singolo                      | Regista       | Video  |
| ---- | ---------------------------- | ------------- | ------ |
| 2013 | Prinsessoja ja astronautteja | Sami Joensuu  | [ 56 ] |
| 2013 | Jos mä oon oikee             | Hannu Aukia   | [ 57 ] |
| 2013 | Me ei olla enää me           | —             | [ 58 ] |
| 2013 | Me ei olla enää me           | Hannu Aukia   | [ 59 ] |
| 2014 | Dementia                     | Jan-Erik Olin | [ 60 ] |
| 2015 | 2080-luvulla                 | Hannu Aukia   | [ 61 ] |
| 2015 | Pojat                        | Miro Laiho    | [ 62 ] |
| 2016 | Oo se kun oot                | —             | [ 63 ] |
| 2018 | Pornoo                       | —             | [ 64 ] |
| 2018 | Pornoo                       | Karim Saheb   | [ 65 ] |
| 2018 | Jacuzzi                      | —             | [ 66 ] |
| 2018 | Sit ku mä on vapaa           | —             | [ 67 ] |
| 2018 | Dracula                      | Karim Saheb   | [ 68 ] |